# 津名一宮インターチェンジ
津名一宮インターチェンジ（つないちのみやインターチェンジ）は、兵庫県淡路市中田にある神戸淡路鳴門自動車道のトランペット型のインターチェンジである。料金所の外には津名一宮BSが設置されている。
明石海峡大橋開通までは鳴門からここまでが開通していた。
当初（洲本IC - 西淡仮出入口間が未開通だったとき）は料金所がなく、洲本ICで収受していた。

## 道路

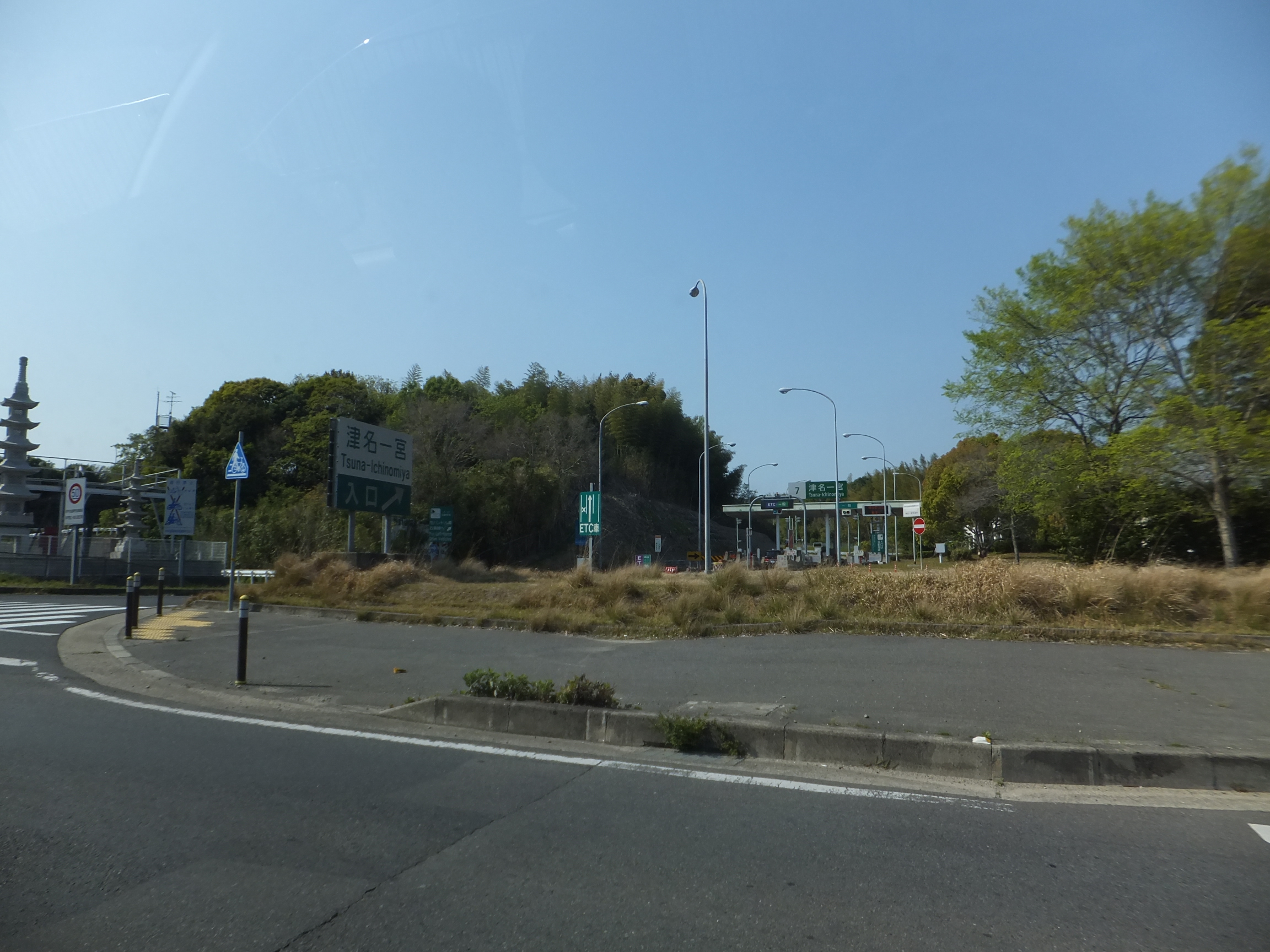
入口付近

- E28 神戸淡路鳴門自動車道（7番）
  - 接続する道路：兵庫県道66号大谷鮎原神代線（兵庫県道88号志筑郡家線重複）

## 周辺
- 伊弉諾神宮
- 産直淡路島赤い屋根
- たこせんべいの里
- 淡路ワールドパークONOKORO
- しづかホール
- コメリ津名店
- マイ・マート津名店
- ウエルシア薬局津名店
- 静の里公園
- 兵庫県立淡路佐野運動公園
- 多賀の浜海水浴場

## 津名一宮バスストップ
津名一宮バスストップ（つないちのみやバスストップ）は、兵庫県淡路市中田の神戸淡路鳴門自動車道津名一宮IC料金所外にあるバス停留所である。
洲本バスセンター（津名港経由）発着の高速バスはこのICで当自動車道を出入りしている。ただし、洲本バスセンター（津名港経由）発着の高速バスは津名一宮BSへ構造上の問題から立ち寄れない。
バスストップに乗車券売り場はない。

### 発着バス
交通系ICカードは関西空港行きリムジンバスを除き利用可能（みなと観光バスはPiTaPa利用不可）

#### クローズドドアシステム
- みなと観光バス単独運行
  - 淡路島線　三ノ宮
- 関西空港行きリムジンバス
  - 関西国際空港
  - （関西空港交通・南海バス・徳島バス・本四海峡バスの共同運行）
- 本四海峡バス・西日本ジェイアールバス・神姫バス
  - 高速舞子・三宮BT・新神戸駅・神戸空港・大阪国際空港・大阪駅JR高速BT・湊町BT
    - ■快速・■各停（洲本IC経由便で且つ下り線の降車のみ）・■観光アクセス（洲本IC経由便のみ）タイプ停車停留所。
    - ■観光アクセスタイプはニジゲンノモリ - 洲本IC間でクローズドドアシステム非対象区間。

※バスストップの構造上、洲本バスセンター（津名港経由）発着のバスは停車できない。

#### その他
- 淡路交通
  - 舞子・福良線（■各停タイプ）  福良 - 高速舞子

### 接続交通機関
- 淡路市生活観光バス路線（あわ神あわ姫バス）1（時計回り）/2（反時計回り）/11（南部観光周遊回り）系統と鮎原線の津名一宮ICバス停が隣接している（どちらも本四海峡バスが運行。バスストップの構造上、高速バス乗り場と一般路線バス乗り場が別の場所にあり、時計回り・南部観光周遊回り北淡事務所前方面行きと鮎原線広石方面行きは県道の横断歩道を渡り、ウエルシア薬局付近まで移動する必要がある）

## 料金所

### 入口
- ブース数:3
  - ETC・一般:1
  - 一般:1
  - 運用休止:1

### 出口
- ブース数:6
  - ETC専用:1
  - 一般:1
  - 運用休止:4

## 隣
E28 神戸淡路鳴門自動車道
(6)北淡IC/BS - 室津PA - 遠田BS - (7)津名一宮IC/BS - 安乎BS - (7-1)淡路島中央スマートIC/BS - (8)洲本IC/BS